# This Is My Truth Tell Me Yours
Albums de Manic Street Preachers
Everything Must Go
(1996) Know Your Enemy
(2001)
This Is My Truth Tell Me Yours est le cinquième album du groupe gallois de rock alternatif Manic Street Preachers, publié le 17 septembre 1998 par Epic Records.

## Liste des chansons
Toutes les paroles sont écrites par Nicky Wire, toute la musique est composée par James Dean Bradfield et Sean Moore.
| No  | Titre                                                     | Durée |
| --- | --------------------------------------------------------- | ----- |
| 1.  | The Everlasting                                           | 6:09  |
| 2.  | If You Tolerate This Your Children Will Be Next           | 4:50  |
| 3.  | You Stole the Sun from My Heart                           | 4:20  |
| 4.  | Ready for Drowning                                        | 4:32  |
| 5.  | Tsunami                                                   | 3:51  |
| 6.  | My Little Empire                                          | 4:09  |
| 7.  | I'm Not Working                                           | 5:51  |
| 8.  | You're Tender and You're Tired                            | 4:37  |
| 9.  | Born a Girl                                               | 4:12  |
| 10. | Be Natural                                                | 5:12  |
| 11. | Black Dog on My Shoulder                                  | 4:48  |
| 12. | Nobody Loved You                                          | 4:44  |
| 13. | S.Y.M.M.                                                  | 5:57  |
| 14. | Socialist Serenade (bonus de la version japonaise)        | 4:12  |
| 15. | Black Holes for the Young (bonus de la version japonaise) | 4:10  |